# Азас (река, впадает в озеро Тоджа)
Аза́с (в верховье — Кара-Онуш-Танма; тув. Азас) — река в России, впадает в озеро Тоджа, протекает по территории заповедника Азас в Тоджинском кожууне Тывы.
Длина реки составляет 165 км. Площадь водосборного бассейна — 2400 км².
Азас начинается на высоте примерно 2160 м над уровнем моря восточнее горы Альбинэ-Болдок около юго-западной окраины плато Сай-Тайга, далее течёт в Тоджинской котловине, сначала на северо-запад, постепенно смещаясь на юго-запад в среднем течении. Впадает в озеро Тоджа с восточной стороны на высоте 945 м над уровнем моря.
Код водного объекта в государственном водном реестре — 17010100112116100001086.